# اندیس همت‌آباد (باریت)
همت آباد (باریت) یک اندیس غیرفلزی است که در حوالی شهر چوپانان استان اصفهان قرار دارد و مادهٔ معدنی موجود در آن، باریت است.  